# 貝とオルタナロック
『貝とオルタナロック』（かいとオルタナロック）は、なこによる日本の漫画作品。2017年6月に一迅社、百合姫コミックスより発売。一迅社の雑誌、百合姫のレーベルである百合姫コミックスより発売されているが、元は商業誌での連載作品ではなく、作者が2015年から5回にわたり自身の同人サークルnak.mooより発表した作品をまとめたもの。

## あらすじ
優秀な会社員だが、自他共に厳しい性格の牧野茜は会社で孤立している。そんな彼女に対し、物怖じをせずに話しかけるアルバイトの部下、瀬尾真琴。真琴に踏み込まれるのを嫌がる牧野だが、部下の仕事のフォローを真琴がこなした事により、真琴の希望で二人で飲みに行く事になる。その場で真琴に自分を「無理して人を遠ざけている臆病な人」と言われた牧野は離婚した夫との別れを思い出し、衝動的に激昂して真琴の顔を叩き、泣き出してしまう。その後、真琴に冗談で謝罪としてのキスを求められた牧野は真琴の頬にキスをする。そして後日、真琴が自分の所属するバンドのライブのチケットを牧野に押し付けた事により、二人の距離は近づいていく。

## 登場人物
牧野 茜（まきの あかね)
30代独身OL。赤のアンダーリムの眼鏡をかけ、比較的小柄な体格。目は三白眼で無愛想。髪型はウェーブのかかったロングヘア。服装はコンサバティブなものが多い。職務に関しては非常に有能であり、旧知の仲である社長の薫から多くの仕事を任せられるほどだが、自他両方に対し厳しい性格であるために真琴を除く部下からは疎まれている。真琴からは容姿は「童顔」「ほんと綺麗な顔してる」、性格は「バカ真面目で素直で繊細で怖がり」「無理して人を遠ざけている臆病な人」と評されている。2年前に当時同じ職場であった男性と職場結婚したが、結婚後も重要なポストについていたために仕事を辞めなかったこと、不妊治療をしたが子供ができなかったことなどが原因で離婚している。作中での描写から現在は京王線笹塚駅近辺と思われるマンションで一人暮らしをしている。喫煙者。
瀬尾 真琴（せおまこと）
18歳大学生。長身でショートカットのボーイッシュなルックスの女性。牧野の部署でアルバイトとして働いている。オルタナティヴ・ロックバンド「フランシア」でギターを担当し、作曲もこなす。とても優秀なアルバイトであり職場で疎まれている牧野に対しても物怖じをせずに話しかけ、好意を持っている。バンドでは女性ファンのおっかけがいる程人気がある。京王線府中駅の実家に在住。未成年だが牧野同様に喫煙者。